# Dairi batak
Dairi batak eller Batak Dairi är det näst största av batak-språken som talas på Sumatra i Indonesien. Dairi batak talas av omkring 1,2 miljoner människor, främst på norra Sumatra. Det är ett malajo-polynesiskt språk i den austronesiska språkfamiljen.
Batakspråken har ett eget skriftsystem, batakskrift, men det används företrädesvis i ceremoniella och religiösa sammanhang. I övrigt används det latinska alfabetet.
Bilden nedan visar dairi batak-alfabetet med batakskrift. Den övre raden visar grundtecknen (konsonanterna) och den nedre raden de diakritiska tecken som anger vokalljud. De diakritiska tecknen skiljer sig något från dem som används i Toba batak.